# 中華聖潔會靈風中學
中華聖潔會靈風中學（英語：China Holiness Church Living Spirit College），為一所香港的津貼中學，於1998年創辦。

## 歷史
此校自1987年起由中華聖潔會向政府申辦，但由於中學學額充足，加上教會規模不大而多次不獲考慮。直到1997年，政府才受理該會的建校申請，並獲分配大埔現址的校舍。隨後，此校於翌年9月正式開辦，為該會開設的第二所中學。
在開辦初期，此校曾多次申請開辦中六及中七，但直至2003年才獲當局批准，成為一間完全中學。

## 班級與課程
目前，此校共開設24班，每級均設4班，各班均以中文授課。
而在高中選修科方面，此校可選的科目共有16科，分別為化學、物理、生物、數學延伸單元（二）、企會財（分為商業管理，以及會計兩組）、旅遊與款待、資訊及通訊科技、地理、中國歷史、世界歷史、視藝、體育，以及英語文學。

## 歷任行政人員

### 校監
- 鄒振國先生（1998年-2016年，創校校監）
- 陳寶安博士（2016年-2021年，第二任）
- 李柏雄博士（2021年起，現任校監，為聖道迦南書院前校長）

### 校長
- 張儉成先生（1998年-2004年，創校校長[7]，曾為中華基督教會基協工業中學及田家炳中學校長；後轉往油麻地信義中學）
- 馮瑞興先生（2004年-2020年，曾為同系中聖書院校長[8]）
- 李志誠先生（2020年起，現任校長）

## 校舍
此校佔地約6,800平方米，為一所1995年版中學靈活式校舍，設有26間課室連各種特別室。校舍由新福港承建，於1998年完工啟用。
而在2007年，此校亦在校舍以北增建一座室內泳館，主要供此校學生使用，其次出租予校外泳會。

#### 校舍圖集

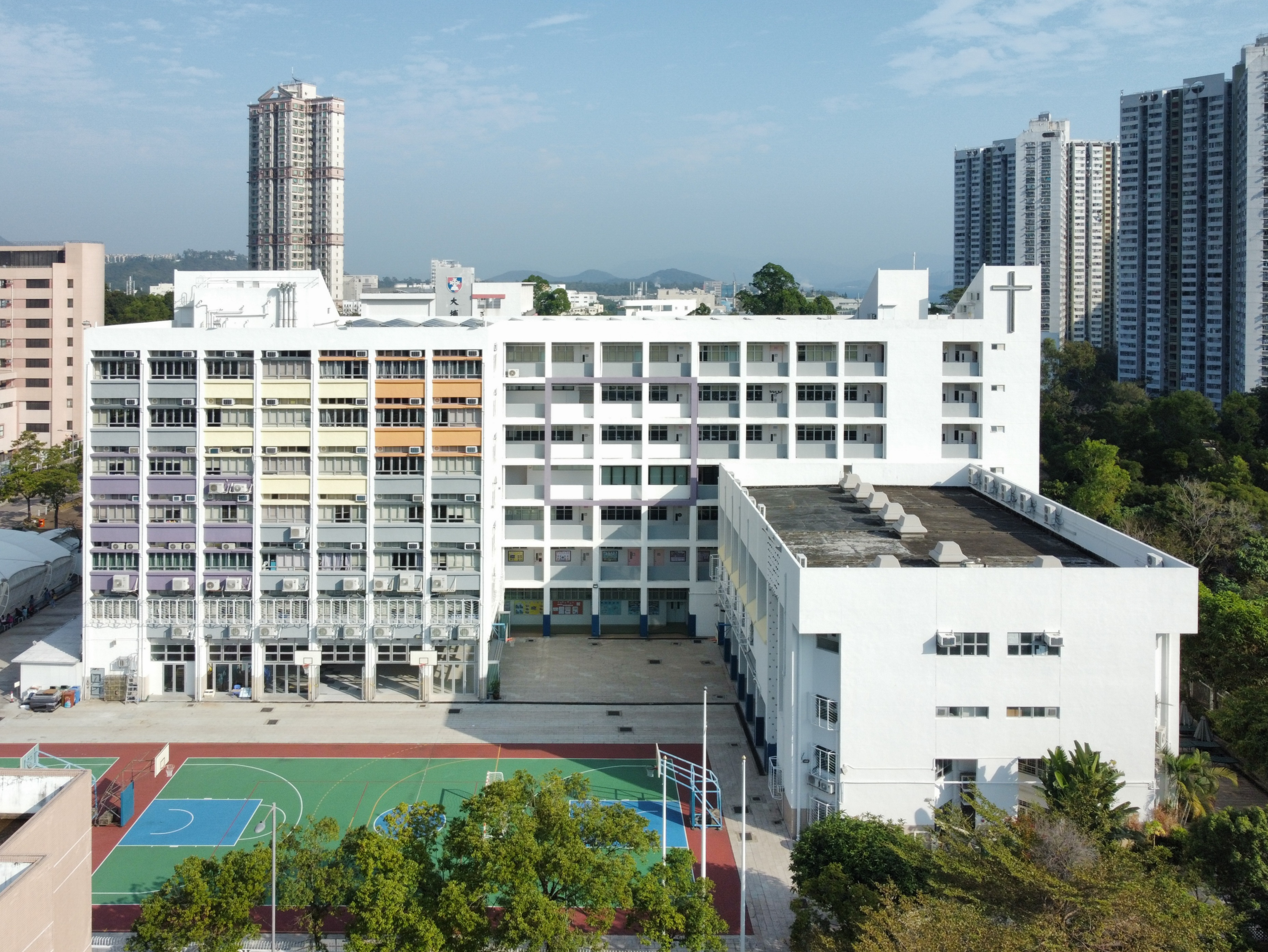
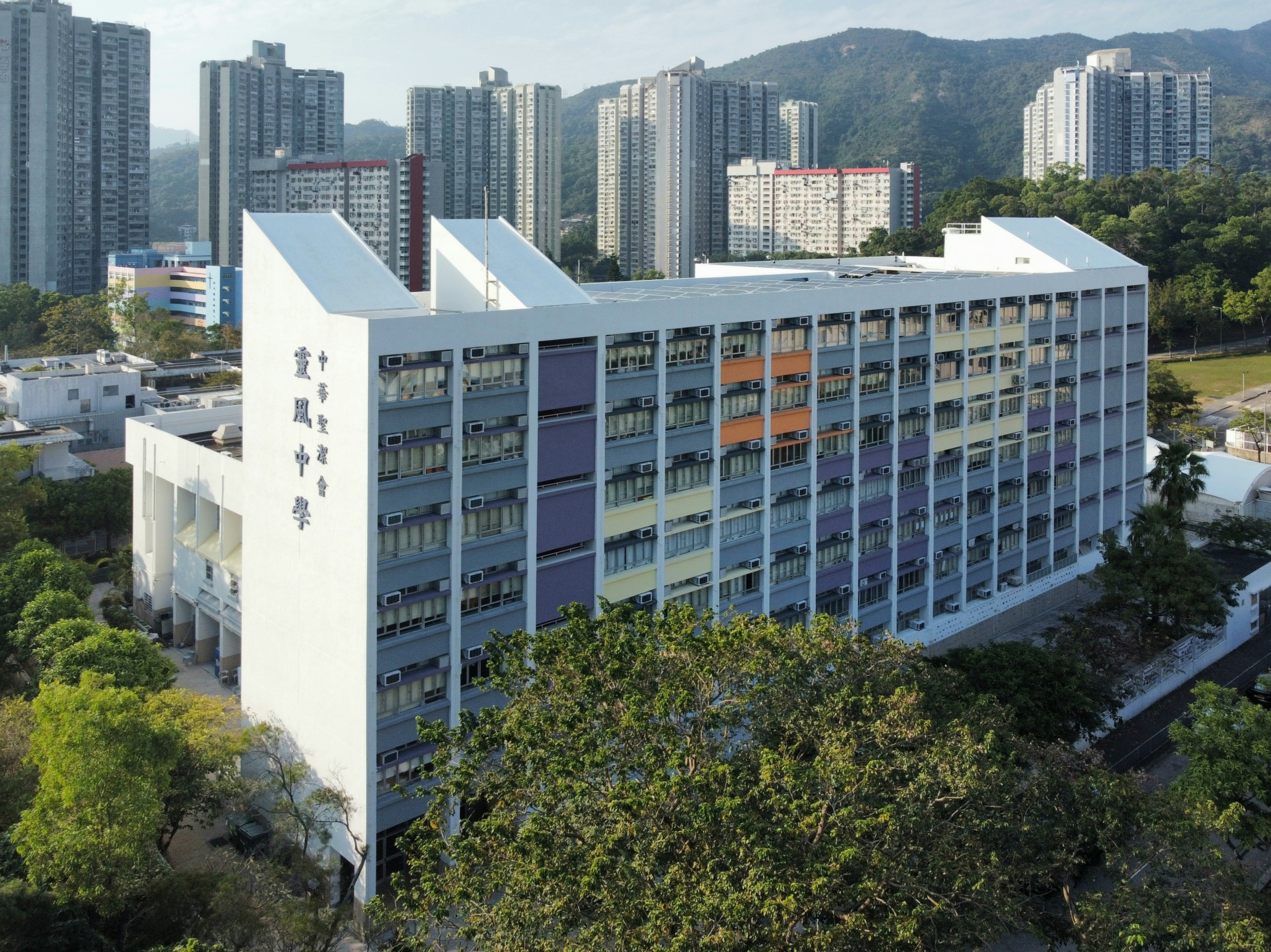
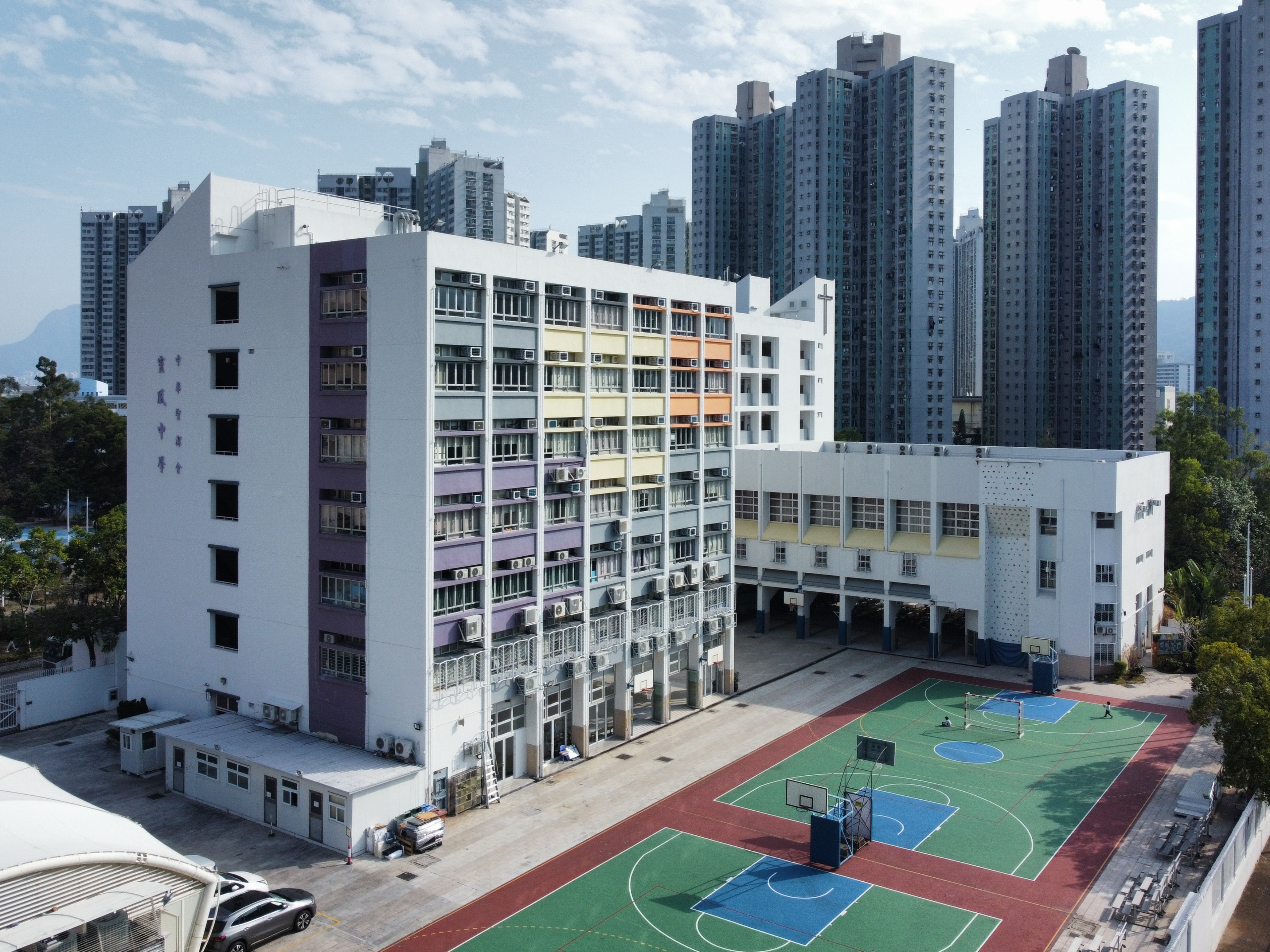

## 事件
- 1998年9月，此校連同另外四座同期建成的校舍，被指在未竣工情況下便進行交付，當中此校交付時籃球場仍未完工，而外牆校名亦未裝妥[12]。
- 2017年12月初，有多名此校學生被發現於大埔中心巴士站天橋頂部嬉戲，而相片更被上傳至Facebook街坊群組。事後，校方隨即對該等學生進行懲處，並通知其家長[13]。
- 2021年7月12日，62歲老翁姚委祥疑因情變及女友賭債問題，在大埔寓所內亂刀斬殺女友連同其兩名女兒，並當場燒屍，當中遇害的13歲賴姓長女生前於此校就讀中一。事後，校方隨即聯絡其同學，並提供緊急輔導[14]。

## 著名人物

### 校友
- 何穎璇[15]（2009年中五）：香港女魔術師
- 孫儀凌（2003年中五）：香港女藝人[16]
- 利國林（2000年中五）：2018年第37屆香港電影金像獎最佳美術指導得主
- 熊嘉朗（2013年中六）：香港空手道運動員[17]
- 李家豪：香港足球運動員[18]
- 蔡念恩：香港體操代表隊成員[19]
- 葉凱倫：香港女子排球隊代表[20]
- 柯鈞鎬：香港足毽代表隊成員[21]
- 吳海昕：香港女藝人
- 范梓謙：香港唱作歌手、結他樂手

### 前任/現任教職員
- 呂宇俊：有「會考0分神奇小子」之稱，曾於此校任教通識教育科。
- 張天德：香港足球員，現於此校任教。

## 註解
1. ↑  2020/21年度數字[2]

## 外部連結
- 中華聖潔會靈風中學官方網站 （页面存档备份，存于）